# 尤里·诺尔斯泰因

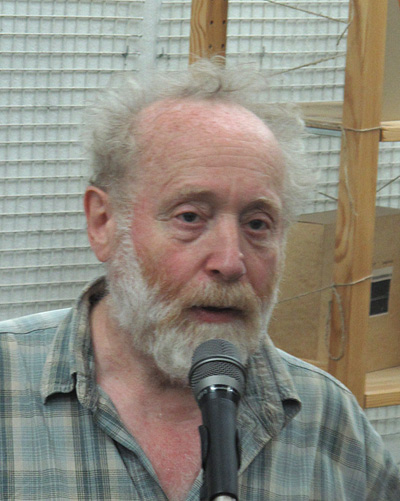
2009年

尤里·鮑里索維奇·諾斯汀（俄语：Ю́рий Бори́сович Норште́йн，1941年9月15日—），俄羅斯動畫導演、製作人。動畫作品《故事中的故事》是其成名作。

## 生平简介
1941年出生于奔萨州的安德列耶夫卡(Андреевка)乡村，一个犹太人家庭中。他在莫斯科郊区的玛利亚树林(Марьиная роща)长大。在艺术学校学习后，他先在家具厂工作。1961年在完成两年的动画课程后进入了苏联动画制片厂。他做为动画制作者参于的第一部作品是1962年的《Who Said “Meow”?》
1968年诺里斯金首次得到了执导的机会，制作了《二十五周年的第一天》(25-е, первый день)。1971年他又和伊万·伊万诺夫—瓦诺(Иван Иванов-Вано)一起制作了《克尔热涅茨河畔血战》（Сеча при Керженце)。
1970年后，诺里斯金继续制件了许多电影，也导演了一些作品。其中包括《狐狸与兔子》(Лиса и заяц, 1973) , 《鹭鹭与鹤》(Цапля и жураль, 1974)《雾中的刺猬》（Ёжик в тумане, 1975)，以及著名的动画作品《故事中的故事》（Сказка сказок, 1979)。1980年，《故事中的故事》夺得萨格勒布国际动画电影节最佳动画短片奖。
诺里斯金有他的小型制作团队，包括他的妻子艺术家弗兰切斯卡·亚尔布索娃（Francesca Yarbusova），摄影师亚历山大·茹科夫斯基（Alexander Zhukovsky）和剪辑师梅耶罗维奇（M. Meerovich），1970年后到1980年初，他们的作品在国际上屡获大奖。在国际动画界享有很高的声誉。
1985年诺里斯金被苏联动画制片厂以在制作上耗时太多为借口而解雇。这部作品是诺尔斯金以果戈理的小说《外套》而改编为动画片。他和他的制作团队已经工作了二年，并已经完成了其中的十分钟。
1993年4月诺里斯金和其他三们动画制作者在俄罗斯建立了一个动画学校及工作室 (школа-студия "ШАР")。俄罗斯电影委员会成为这个工作室的股东。
现在，诺里斯金仍然在制作他的作品《外套》他的完美主义让他赢得了“黄金蜗牛”的外号。这个项目已经引起许多次的财务麻烦。这部片子也的确是未知的。此片的一部分低分辨率片段已经公开。 （页面存档备份，存于）
2014年，尤里·諾里斯金获得萨格勒布国际动画电影节终生成就奖。

## 作品风格
诺里斯金的动画风格复杂精密，他善于运用多层动画摄影机整合各种动画方式，并擅长营造诗意的气氛和精美的细节。他将自己的艺术风格称为视觉记忆Visual Memory。他的作品以非传统的叙事方式，营造神秘和怀旧的气氛。诺里斯金的作品常以富有传说气息的童话或者儿歌作为元素，作品复杂和感伤，仿佛成年人对于童年记忆回想。他的作品虽然使用的是静格动画(stop motion)中的剪纸类（cut-outs)风格。但更像是在平滑移动的画或者是精巧的铅笔画。尤里在他的动画中使用些特殊的技术，包括Multiple glass planes，这让他的动画看上去像在3维空间中一样。但他拒绝使用电脑。

## 主要作品
- 《25周年的第一天》25 October, the First Day(25-е — первый день1968）和阿尔卡季·秋林(Arkadii Tyurin)共同制作。

- 《克尔热涅茨河畔血战》The Battle of Kerzhenets(Сеча при Керженце, 1971)和伊万·伊万诺夫—瓦诺(Ivan Ivanov-Vano)共同制作。

- 《狐狸与兔子》The Fox and the Hare (Лиса и заяц, 1973).

- 《鹭鹭与鹤》The Heron and the Crane (Цапля и журавль, 1974).

- 《雾中的小刺猬》Hedgehog in the Fog (Ёжик в тумане, 1975).

- 《故事中的故事》Tale of Tales (Сказка сказок, 1979).

- Participated in Winter Days (冬の日, 2003).